# Wormit
Wormit ist eine Ortschaft in der schottischen Council Area Fife. Sie liegt am Südufer des Firth of Tay gegenüber der Stadt Dundee rund 13 km nordwestlich von St Andrews. Direkt östlich schließen sich Woodhaven und Newport-on-Tay an.

## Geschichte
Die Errichtung der in Wormit beginnenden Firth-of-Tay-Brücke im Jahre 1878 beziehungsweise die Eröffnung der zweiten Firth-of-Tay-Brücke nach dem Eisenbahnunfall auf der Firth-of-Tay-Brücke 1879 war bedeutend für die Entwicklung Wormits, da die Ortschaft fortan Einpendlern nach Dundee als Wohnstatt dienen konnte. Vorgeblich war Wormit die erste elektrifizierte Ortschaft Schottlands. Zunächst lieferte ein Windrad Energie, das später durch eine Dampfmaschine ersetzt wurde.

## Verkehr
Südlich beziehungsweise östlich ist innerhalb weniger Kilometer die A92 (Dunfermline–Stonehaven) erreichbar. Bei Newport-on-Tay quert sie auf der Tay Road Bridge den Firth of Tay und bietet einen Zugang nach Dundee.
Ein Jahr nach Fertigstellung der Tay Bridge erhielt Wormit einen eigenen Bahnhof. Dieser befand sich jedoch nicht an der über die Brücke führenden Hauptlinie, sondern markierte den Beginn einer Stichbahn nach Newport-on-Tay (Newport Railway). 1955 entgleiste ein Zug in Wormit. Bei dem Unglück kamen Menschen zu Tode. Der Betrieb der Strecke wurde zwischenzeitlich eingestellt. Das Bahnhofsgebäude von Wormit wurde in den 1980er Jahren an den Museumsbahnhof Bo’ness versetzt.

## Persönlichkeiten
- Richard Gadd (* 1989), Schauspieler, Komiker und Autor